# Nazim
Nazim — tytuł urzędnika w Imperium Mogołów, który stał na czele jednej z 15 prowincji (zwanych suba). Obecnie terminem nazim określa się urzędnika stojącego na czele lokalnej administracji w dystryktach, tehsilach i radach wiejskich w Pakistanie.